# Pornografisk bild
Begreppet pornografisk bild förekommer i ett par sammanhang i Brottsbalken, och skiljer sig något från den gängse definitionen av pornografi, i det att begreppet utesluter konstnärliga värden.
"En bild anses vara pornografisk när den, utan att ha några vetenskapliga eller konstnärliga värden, på ett ohöljt och utmanande sätt skildrar ett sexuellt motiv (prop. 1970:125 s. 79 f., bet. 1LU47, rskr. 267)."